# Llanos Ardientes
Los Llanos Ardientes (Du Völlar Eldrvarya en el idioma antiguo, Burning Plains, en inglés) son un lugar de Alagaësia en que suceden acontecimientos narrados en la trilogía El legado, de Christopher Paolini.
Los Llanos Ardientes son una región semidesértica a orillas del río Jiet, en el noroeste del País de Surda. Esta región recibe su nombre de las batallas que mantuvieron los jinetes de dragón de Vrael contra los apóstatas y sus aliados. La leyenda dice que en dichas batallas el fuego de los dragones se introducía bajo tierra que contenía un alto porcentaje de turba, que sigue ardiendo bajo tierra en la actualidad.
En la novela Eldest, Eragon y Saphira viajan a Surda para combatir junto a los vardenos en una batalla contra las fuerzas de Galbatorix. Esta batalla tiene lugar en los Llanos Ardientes, donde se introduce a Espina, el dragón de Murthagth.
- Datos: Q9023208